# Perizoma bicolor
Perizoma bicolor är en fjärilsart som beskrevs av W. Warren 1893. Perizoma bicolor ingår i släktet Perizoma och familjen mätare. Inga underarter finns listade i Catalogue of Life.